# لاسلو گالفی
لاسلو گالفی (مجاری: László Gálffi؛ زادهٔ ۱۶ نوامبر ۱۹۵۲) بازیگر تئاتر و سینما اهل مجارستان است. وی برندهٔ جوایز بسیاری همچون جایزه کشوت است.
از فیلم‌ها یا برنامه‌های تلویزیونی که وی در آن نقش داشته می‌توان به واگنر، سرهنگ ردل، نور خورشید، آمرزش‌خوانی و سِمِلوِیس اشاره کرد.